# 이인원
이인원(1947년 8월 12일 ~ 2016년 8월 26일)은 대한민국의 기업인으로 한국 롯데그룹의 부회장이자 롯데쇼핑의 대표이사이며 정책본부 본부장이었다.
평사원으로 입사하여 부회장의 자리에까지 오른 인물이다. 허나 롯데그룹 신동빈 관련 검찰 조사를 앞두고 2016년 8월 26일 돌연 자살하였다. 이로 인해 관련 수사에 지장이 초래되었다.